# Willa z Misteriami

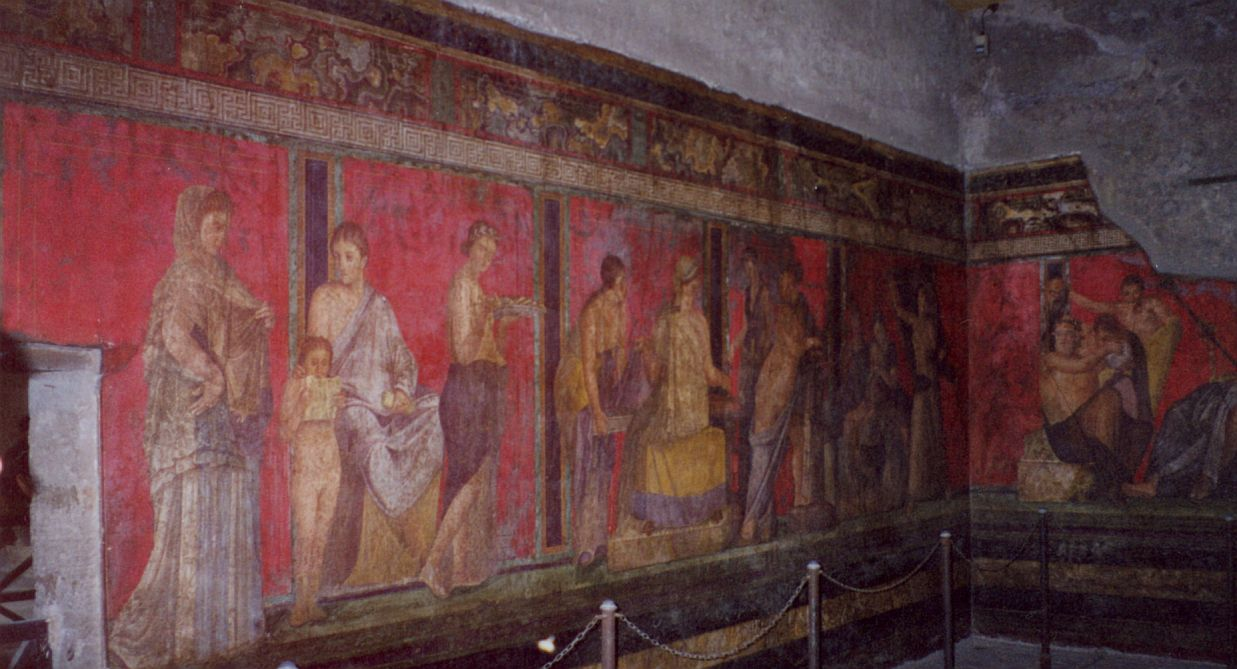
Fragment fresku przedstawiającego misteria dionizyjskie

Willa z Misteriami – nazwa nadana ruinom jednego ze starożytnych domów w Pompejach, pochodząca od znajdujących się w jego wnętrzu unikatowych malowideł ściennych przedstawiających misteria dionizyjskie. Willa położona jest poza murami obronnymi, około 800 metrów na północny zachód od miasta.
Budynek istniał już w II wieku p.n.e. Początkowo jego konstrukcja była prosta, charakterystyczna dla typowego rzymskiego domostwa; z czasem rezydencję kilkukrotnie przebudowano, rozbudowano i dodano do niej jednopiętrową nadbudowę. Pierwotne wejście do domu znajdowało się po przeciwnej stronie niż dzisiejsze i było na tyle szerokie, że mogły nim przejeżdżać wozy. Po trzęsieniu ziemi z 62 roku nowi właściciele domostwa zaczęli przekształcać je w gospodarstwo rolne.
Bogate dekoracje ścienne pomieszczeń na parterze wykonane zostały w II stylu pompejańskim. Wyjątek stanowi tablinum, ozdobione wykonanymi w III stylu miniaturami egipskimi na czarnym tle. Część dekoracji to kompozycje architektoniczne, w dwuniszowej sypialni składające się z arkadowych portyków, portalu, ram z konsolami i środkowej arkady z widokiem okrągłej świątyni. Oecus ozdobione jest kolumnadą z festonami. 
Sale przylegające do atrium ozdobiono malowidłami przedstawiającymi kompozycje figuralne. Jedną z nich ozdobiono freskiem długim na 17 m i wysokim na 3 m, ukazującym 29 postaci biorących udział w misteriach dionizyjskich. Przypuszcza się, iż fresk ten został wykonany w I wieku p.n.e. przez jednego z malarzy kampańskich. Postać przedstawiająca matronę prowadzącą obrzęd to prawdopodobnie ówczesna właścicielka domostwa.